# مرقد الإمام القاسم
مرقد القاسم هو مرقد ومزار إسلامي شيعي يقع في ناحية القاسم، التابعة إلى محافظة بابل جنوب الحلة، يضم قبر القاسم بن موسى الكاظم بن جعفر الصادق العلوي الهاشمي، المعروف بالإمام القاسم.

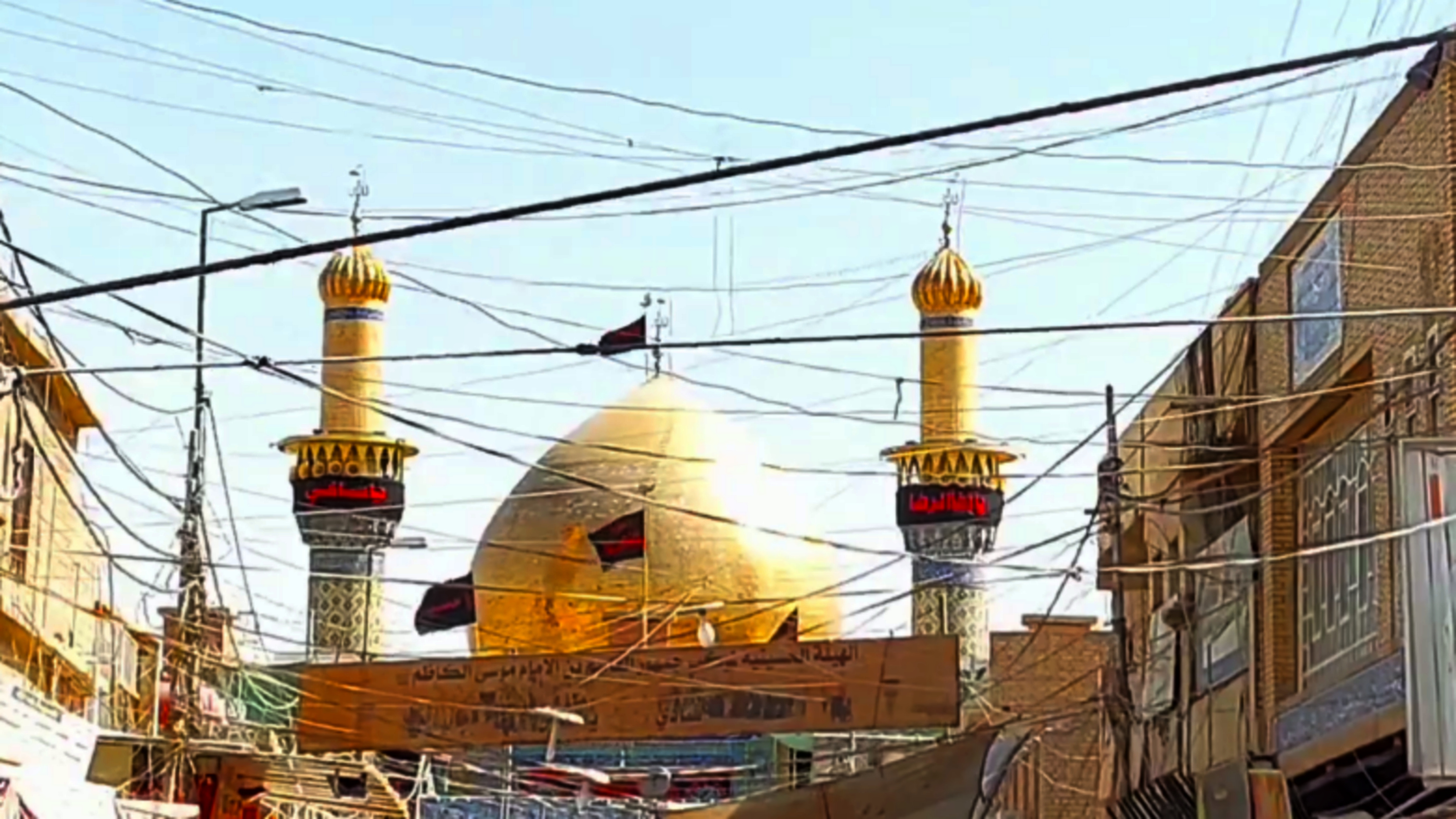
مرقد القاسم بن موسى الكاظم في الحلة بالعراق

يقع مرقده في مدينة القاسم الذي اكتسبت المدينة اسمها منه وهو أخو الرضا (ثامن أئمة الشيعة والمدفون في طوس أو مشهد بإيران) وابن موسى الكاظم (سابع أئمة الشيعة والمدفون في الكاظمية ببغداد) وجاء إلى المدينة أثناء حكم هارون الرشيد، وتزوج إحدى بنات شيخ المدينة آنذاك وعندما مات دفن هناك ليظل قبره مزار للكثير من الشيعة من كل أنحاء العراق والعالم الإسلامي.

## نسبه
هو القاسم بن موسى الكاظم بن جعفر الصادق بن محمد الباقر بن زين العابدين السجاد بن الحسين بن علي بن أبي طالب الهاشمي.
كان الكاظم يحبّه حبّاً شديداً، حتّى أنّه أدخله في وصاياه، وقال في حقّه لأبي عُمارة: «أُخبرك يا أبا عُمارة، أنّي خرجتُ من منزلي فأوصيتُ إلى ابني فلان ـ أي علي الرضا ـ وأشركتُ معه بنيّ في الظاهر، وأوصيته في الباطن، فأفردته وحده، ولو كان الأمر إليّ لجعلتُه ـ أي أمرة ـ في القاسم ابني؛ لحبّي إيّاه ورأفتي عليه، ولكنّ ذلك إلى الله عزّ وجل، يجعله حيث يشاء» 

## استحباب زيارته عند الشيعة

قرن السيّد ابن طاووس في كتابه مصباح الزائر زيارة القاسم بن الكاظم بزيارة أبي الفضل العباس بن علي، وعلي الأكبر بن الحسين، حيث قال: «ذكر زيارة أبرار أولاد الأئمّة، إذا أردت زيارة أحد منهم كالقاسم بن الكاظم والعباس بن أمير المؤمنين أو علي بن الحسين المقتول بالطفّ ومَن جرى في الحكم مجراهم، تقف على المزور منهم.». وهناك حديث مسموع مستفيض عن الرضا أنّه قال: «مَن لم يقدر على زيارتي فليزر أخي القاسم»